# Aechmea bocainensis
Aechmea bocainensis är en gräsväxtart som beskrevs av Edmundo Pereira och Elton Martinez Carvalho Leme. Aechmea bocainensis ingår i släktet Aechmea och familjen Bromeliaceae. Inga underarter finns listade i Catalogue of Life.